# 23448 Yasudatakeshi
23448 Yasudatakeshi este o planetă minoră (asteroid), cu un diametru de 6,146 km, din centura de asteroizi. A fost descoperită pe 18 ianuarie 1988 la Kushiro de Masanori Matsuyama⁠(d). 
Obiectul prezintă o orbită caracterizată de o semiaxă mare de 2,6222114 UAi, o excentricitate de 0,16, o înclinație de 12,38149 ° în raport cu ecliptica.